# Рамелтеон
Рамелтеон (англ. Ramelteon) — снотворный препарат, агонист мелатониновых рецепторов. Мишенью препарата являются мелатониновые, а не бензодиазепиновые рецепторы, поэтому его прием не сопряжен с такими побочными эффектами, как возникновение зависимости, сниженное внимание, синдром отмены или парадоксальная бессонница. Допущен к использованию в США с июля 2005 года.